# 岡部憲治
岡部 憲治（おかべ けんじ、1949年 - ）は、広島県出身、早稲田大学文学部卒業。テレコムスタッフ代表取締役兼プロデューサー。

## 略歴
1973年、テレコム・ジャパン入社。テレビ朝日系列ほかで1987年から始まり、現在も続く長寿番組『世界の車窓から』の企画段階から携わる。当番組は『ニュースステーション』の直前に放送するミニ番組として企画されたが、「毎日見る事が出来て、1日だけ見ても面白く、素材が尽きないものを考えた」という。その他、『都のかほり』、『匠の肖像』などのプロデューサーを務める。また1991年にはジム・ジャームッシュ映画で人気があったジョン・ルーリーのバンドの音楽映画「ジョン・ルーリー＆ザ・ラウンジ・リザース／ライブ・イン・ベルリン」の製作総指揮も手掛けた。現・テレコムスタッフ代表取締役。2007年、映画「裸の夏」(The Naked Summer)では、プロデューサー・監督を務める。